# Billotia inermis
Billotia inermis är en tvåvingeart som beskrevs av Schmitz 1944. Billotia inermis ingår i släktet Billotia och familjen puckelflugor. Inga underarter finns listade i Catalogue of Life.